# 1851
1851 (MDCCCLI) je bilo navadno leto, ki se je po gregorijanskem koledarju začelo na sredo, po 12 dni počasnejšem julijanskem koledarju pa na ponedeljek.

## Dogodki
- 11. marec - krstna uprizoritev Verdijeve opere Rigoletto v beneški operni hiši La Fenice.
- 14. marec - Alexandros Papadiamantis, grški pisatelj in pesnik († 1911)
- 18. september - ustanovljen časopis The New York Times.
- v Rusiji se za promet odpre Nikolajevska železnica, ki poveže mesto Tver z Moskvo in Sankt Peterburgom.

## Rojstva
- 19. januar - Jacobus Cornelius Kapteyn, nizozemski astronom († 1922)
- 13. junij - admiral Anton Haus, avstro-ogrski mornariški častnik († 1917)
- 15. junij - Mikloš Lutar, slovenski učitelj, pisatelj na Ogrskem († 1936)
- 6. oktober - Simon Ogrin, slovenski slikar († 1930)
- 12. oktober - Simon Rutar, slovenski zgodovinar, geograf († 1903)

## Smrti
- 1. februar - Mary Shelley, angleška pisateljica (* 1797)
- 18. februar - Carl Gustav Jakob Jacobi, nemški matematik (* 1804)
- 9. marec - Hans Christian Ørsted, danski fizik, kemik (* 1777)
- 13. marec - Karl Lachmann, nemški jezikoslovec (* 1793)
- 20. marec - Ali-paša Rizvanbegović, osmanski vezir (* 1783)
- 26. november - Nicolas Soult, maršal Francije  (* 1769)